# Monster House
Monster House là một bộ phim hoạt hình máy tính của Mỹ năm 2006 do Gil Kenan đạo diễn trong lần đầu làm đạo diễn từ kịch bản của Dan Harmon, Rob Schrab và Pamela Pettler, kể về một khu phố bị khủng bố bởi một ngôi nhà ma ám trong lễ Halloween. Phim có sự tham gia lồng tiếng của Mitchel Musso, Sam Lerner, Spencer Locke, Steve Buscemi, Maggie Gyllenhaal, Kevin James, Nick Cannon, Jason Lee, Fred Willard, Jon Heder, Catherine O'Hara và Kathleen Turner.

## Lồng tiếng
- Mitchel Musso vai Douglas J. "D.J." Walters
- Sam Lerner vai Charles "Chowder" Wilson
- Spencer Locke vai Jenny Bennett
- Steve Buscemi vai Mr. Nebbercracker
- Jason Lee vai Bones
- Jon Heder vai Skull
- Maggie Gyllenhaal vai Zee
- Kevin James vai Officer Landers
- Nick Cannon vai Officer Lister